# Poli (b-D-manuronat) lijaza
Poli (b-D-manuronat) lijaza (EC 4.2.2.3, alginatna lijaza I, alginatna lijaza, alginaza I, alginaza II, alginaza, poli(beta-D-1,4-manuronid) lijaza, aly (gen)) je enzim sa sistematskim imenom poli((1->4)-beta-D-manuronid) lijaza. Ovaj enzim katalizuje sledeću hemijsku reakciju
Eliminativno razlaganje polisaharida koji sadrže beta-D-manuronatne ostatke čime se formiraju oligosaharidi sa 4-dezoksi-alfa-L-eritro-heks-4-enopiranuronozil grupama na njihovim neredukujućim krajevima
Enzim iz bakterija Sphingomonas vrste A1 razlaže alginat.

## Literatura
- Nicholas C. Price; Lewis Stevens (1999). Fundamentals of Enzymology: The Cell and Molecular Biology of Catalytic Proteins (Third изд.). USA: Oxford University Press. ISBN 019850229X.
- Eric J. Toone (2006). Advances in Enzymology and Related Areas of Molecular Biology, Protein Evolution (Volume 75 изд.). Wiley-Interscience. ISBN 0471205036.
- Branden C; Tooze J. Introduction to Protein Structure. New York, NY: Garland Publishing. ISBN 0-8153-2305-0.
- Irwin H. Segel. Enzyme Kinetics: Behavior and Analysis of Rapid Equilibrium and Steady-State Enzyme Systems (Book 44 изд.). Wiley Classics Library. ISBN 0471303097.

## Spoljašnje veze
- Poly(beta-D-mannuronate)+lyase на 